# Nampabius embius
Nampabius embius är en mångfotingart som beskrevs av Chamberlin 1913. Nampabius embius ingår i släktet Nampabius och familjen stenkrypare. Inga underarter finns listade i Catalogue of Life.